# Nižní Lhoty
Obec Nižní Lhoty (německy Unter Ellgoth) se nachází na úpatí Moravskoslezských Beskyd, v okrese Frýdek-Místek v Moravskoslezském kraji. Žije zde 294 obyvatel. Do katastru obce zasahuje do areál výrobního závodu Hyundai Motor Manufacturing Czech.

## Historie
První písemná zmínka o obci pochází z roku 1305. Obec spadala pod vládu těšínských knížat a v roce 1434 se stala zástavním zbožím, když město Frýdek spolu s okolními obcemi bylo dáno v zástavu Arnoštovi z Tvorkova. Obec v té době měla typický zemědělsko-pastevecký ráz. 
V novodobé historii poznamenaly obec stinné stránky obou světových válek. Přijetím požadavku Polska na vytvoření hranice mezi Československem a Polskem podle národnosti osídlenců připadla Polsku dnem 1. října 1938 část obce s 25 popisnými čísly, která se nacházela za potokem Račok. Administrativními zásahy bylo zrušeno živnostenské podnikání a soukromé zemědělství v obci. V obci byla vyhlášena stavební uzávěra. 
V roce 1960 se staly Nižní Lhoty součástí obce Nošovice, jako její místní část Nižní Lhoty. V červenci roku 1975 bylo rozhodnuto o integraci obcí a vytvoření integrované obce Dobrá, do níž byla s účinností od 1. ledna 1976 začleněna i obec Nižní Lhoty.
Referendem v roce 1990 rozhodli občané Nižních Lhot o samostatnosti a obnovení samosprávy obce.

## Doprava
Obcí prochází silnice III/4774, která spojuje sousední obce Vyšní Lhoty a Nošovice. Vedena je však mimo střed obce. Autobusová doprava je zajišťována jednou autobusovou zastávkou (Nižní Lhoty, Mojžíšek), odkud odjíždí spoje do Ostravy, Frýdku-Místku, Morávky, či Raškovic

## Pamětihodnosti
- Národní přírodní památka Skalická Morávka, zachovalý podhorský úsek přirozeného divočícího toku řeky Morávky
- Kaple Navštívení Panny Marie z 19. století

## Obyvatelstvo

Věková struktura obyvatel obce Nižní Lhoty roku 2011